# Associazione Sportiva Biellese 1902 2008-2009
Questa pagina raccoglie le informazioni riguardanti l'Associazione Sportiva Biellese 1902 nelle competizioni ufficiali della stagione 2008-2009.

## Risultati

### Serie D

#### Poule scudetto
| 27 maggio 2009 Turno preliminare - 2 giornata | Biellese | 3 – 1 | Pro Belvedere |  |

| 30 maggio 2009 Turno preliminare - 3 giornata | Sacilese | 4 – 4 | Biellese |  |

| 6 giugno 2009 Semifinale - Andata | Biellese | 2 – 2 | Siracusa |  |

| 13 giugno 2009 Semifinale - Ritorno | Siracusa | 1 – 1 | Biellese |  |